# Il silenzio/Via Caracciolo
Il silenzio/Via Caracciolo è un singolo di Nini Rosso, pubblicato dalla Sprint (catalogo Sp. A 5550) nel 1964. 

## Il disco
Il disco racchiude due strumentali: il lato A è un riadattamento del "Silenzio fuori ordinanza" suonato nelle caserme, con la collaborazione di Willy Brezza; mentre il retro è un brano composto, interamente, dallo stesso Brezza.

## Tracce

### Lato A
1. Il silenzio – 3:03 (Trascriz.: N. Rosso - W. Brezza; edizioni musicali Peter Maurice/BIEM)

### Lato B
1. Via Caracciolo – 2:20 (musica: Willy Brezza; edizioni musicali Durium)